# Clathria reinwardti
Espèce
Clathria reinwardti est une espèce d'éponge de la famille des Microcionidés.